# Georgetown
Georgetown – stolica, główny port i największe miasto Gujany, położone na wybrzeżu Oceanu Atlantyckiego, nad ujściem rzeki Demerary. Ok. 235 tys. mieszkańców (2012, szacunkowo).
Poprzez port eksportuje się stąd cukier, drewno, boksyty, złoto i diamenty.
Georgetown jest siedzibą Uniwersytetu Gujany. Do najważniejszych zabytków należy drewniana katedra św. Jerzego, reprezentująca styl wiktoriański.
W okresie, gdy nad tymi terenami kontrolę sprawowali Holendrzy miasto nazywało się Stabroek. Nazwa Georgetown została nadana w 1812 r., po zajęciu holenderskiej kolonii przez Brytyjczyków w trakcie wojen napoleońskich.
Główną atrakcją turystyczną jest latarnia morska.

## Miasta partnerskie
- Port-of-Spain (Trynidad i Tobago)
- Saint Louis (USA)